# Жоктау
Жоктау (каз. жоқтау — «плач») — поминальная песня у казахов.
Жоктау является древнейшим жанром поэзии кочевых племён, сохранившимся и перешедшим в быт казахского народа. Традиционно пишется 7—8-сложным стихом. В тексте выражается скорбь об умершем и вспоминаются совершённые им добрые дела.
Традиционно жоктау сочинялись матерью умершего, его сёстрами или другими родственниками женского пола. Исполнение песни продолжалось три дня, во время которых женщинам, поющим жоктау, запрещалось готовить еду. Исполнение повторялось ещё несколько раз в течение года.
Однако во многих случаях жоктау по прославленным людям сочинялись акынами и исполнялись в любое время. Среди авторских образцов известны произведения «Алгадай» Джамбула Джабаева, «Базар-Назар» Кенена Азербаева, «Сагындым Кенен атамды» Алтынбека Коразбаева, «Шамши-ага» Куанышбая Курмангалиева.